# Peña Trevinca
Peña Trevinca (en gallec: Pena Trevinca) és el cim més alt dels monts de Trevinca o massís de Trevinca, el qual pertany al conjunt dels montes de León, dins el massís Galaico-Lleonès (Espanya). Es troba en el límit provincial entre Ourense i Zamora, amb una altitud de 2.127 msnm, i és el pic més alt de Galícia i també de la província de Zamora.
Té una prominència de 881 m.

## Situació
Peña Trevinca es troba a l'est de la província d'Ourense, a la comarca de Valdeorras, i al nord-oest de la província de Zamora, dins la comarca de Sanabria. A la part zamorana hi ha el Parc Natural del Llac de Sanabria i també té certa protecció per la banda de Galícia.

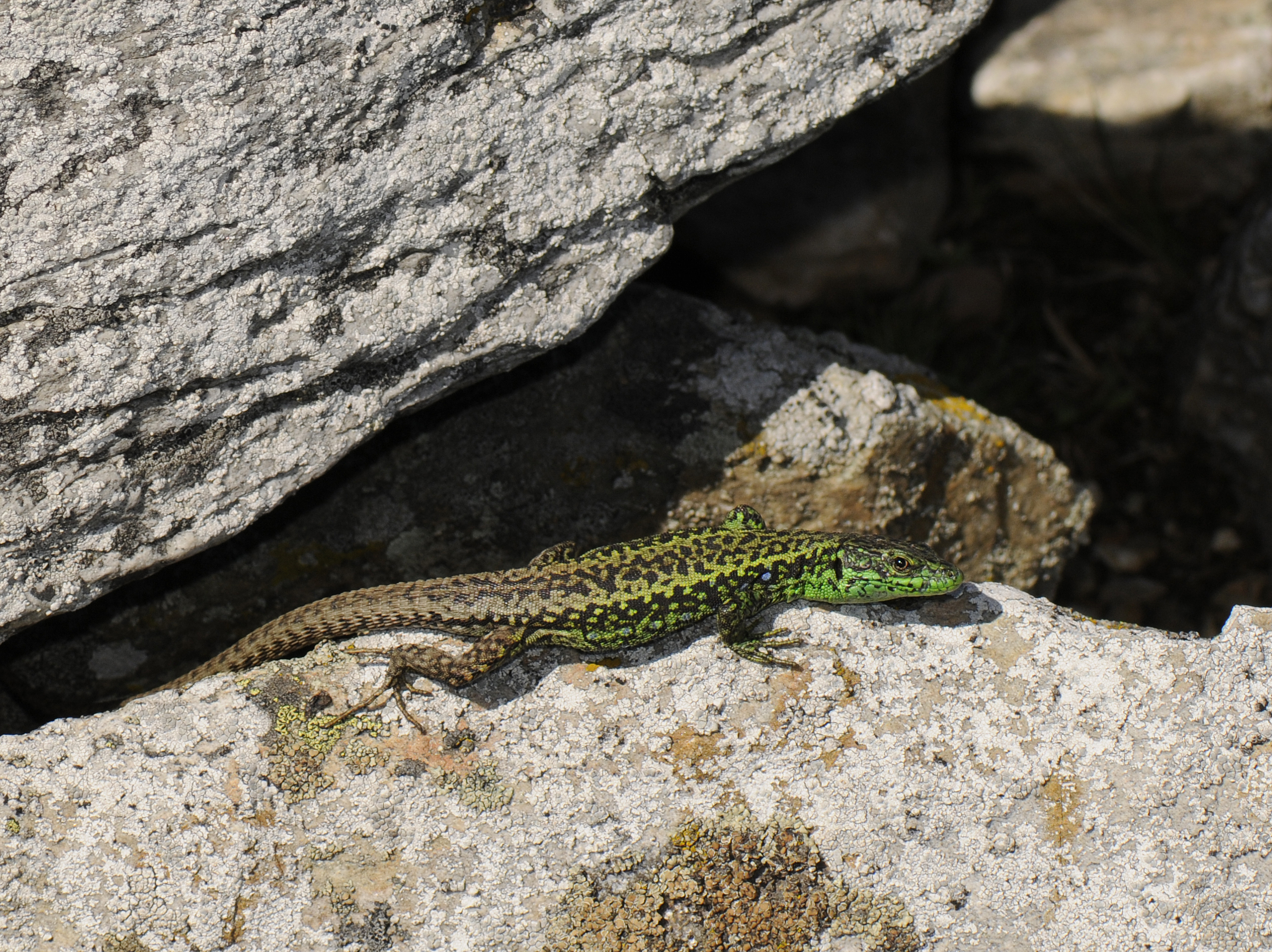
La «sargantana lleonesa» (Iberolacerta galani) és una espècie endèmica dels Montes de León.